# Ryan Lambert
Ryan Lambert (21 september 1998) is een Australisch voetballer die doorgaans als middenvelder speelt.

## Carrière
Ryan Lambert speelde in de jeugd van Richmond SC en Melbourne Victory. Na een terugkeer bij Richmond SC vertrok hij samen met zijn tweelingbroer Declan Lambert naar Achilles '29, waar hij een half jaar in het tweede elftal speelde. Hierna maakte hij in begin 2018 de overstap naar het eerste elftal, waarmee hij in de Tweede divisie speelde. Na de degradatie van Achilles '29 uit de Tweede divisie vertrok Lambert, weer samen met zijn tweelingbroer, naar FC Den Bosch. Na een seizoen bij Jong FC Den Bosch, debuteerde hij in het seizoen 2019/20 in de Eerste divisie. Dit was op 12 augustus 2019, in de met 2-2 gelijkgespeelde uitwedstrijd tegen Jong PSV. Hij kwam in de 90+1e minuut in het veld voor Azzedine Dkidak. Op 28 april 2021 maakte hij per direct de overstap naar Kuala Lumpur City FC in Maleisië.

### Statistieken
| Seizoen                     | Club                 | Land           | Competitie            | Competitie | Competitie | Beker | Beker | Totaal | Totaal |
| Seizoen                     | Club                 | Land           | Competitie            | Wed.       | Dlp.       | Wed.  | Dlp.  | Wed.   | Dlp.   |
| --------------------------- | -------------------- | -------------- | --------------------- | ---------- | ---------- | ----- | ----- | ------ | ------ |
| 2017/18                     | Achilles '29         | Nederland      | Tweede divisie        | 15         | 0          | 0     | 0     | 15     | 0      |
| 2019/20                     | FC Den Bosch         | Nederland      | Eerste divisie        | 7          | 0          | 1     | 0     | 8      | 0      |
| 2019/20                     | Kuala Lumpur City FC | Maleisië       | Malaysia Super League | 0          | 0          | 0     | 0     | 0      | 0      |
| Carrièretotaal              | Carrièretotaal       | Carrièretotaal | Carrièretotaal        | 22         | 0          | 1     | 0     | 23     | 0      |
| Bijgewerkt op 28 april 2021 |                      |                |                       |            |            |       |       |        |        |